# Ercílio Turco
Dom Ercílio Turco (Campinas, 13 de março de 1938 - 30 de Outubro de 2019) foi bispo emérito da Diocese de Osasco.

## Biografia
Filho de Francisco Turco e Ignez Canossa Turco. Concluiu os estudos no Seminário da Imaculada, em Campinas, em 1955. No Seminário Central do Ipiranga, em São Paulo, fez seus estudos de Filosofia e na Faculdade Nossa Senhora da Assunção, também em São Paulo, cursou e concluiu a Teologia.
Foi ordenado sacerdote em Campinas, no dia 1 de dezembro de 1963, por Dom Paulo de Tarso Campos, naquela época Arcebispo Metropolitano de Campinas.
Na Arquidiocese de Campinas, exerceu o ministério presbiteral em várias paróquias.
No primeiro semestre de 1964, foi vigário paroquial da Paróquia Nossa Senhora do Carmo, em Campinas. Do segundo semestre daquele ano até o início da 1971, atuou como pároco do Coração de Maria, também em Campinas.
Em 1971 foi transferido para a Paróquia São Sebastião, em Valinhos, onde atuou como pároco até 1981. De 1981 a meados de 1983, foi pároco de Nossa Senhora do Rosário, em Hortolândia. Em seguida, de 1983 ao início de 1987, atuou no distrito de Barão Geraldo, em Campinas, como pároco de Santa Isabel. Ainda em 1987 foi nomeado pároco de São José, em Mogi-Mirim, cargo que ocupou até o final de 1989.
Também na Arquidiocese de Campinas, exerceu o ministério pastoral como Capelão da Casa Mãe das Missionárias de Jesus Crucificado e no Pensionato São José, em Campinas. Assessorou a Pastoral Hospitalar junto aos doentes sendo capelão da Santa Casa de Misericórdia de Campinas, de Valinhos e do Hospital das Clínicas da UNICAMP, onde fundou a capelania. Também foi vigário episcopal das Regiões Sul e Leste da Arquidiocese, membro do Conselho de Presbíteros em várias gestões e, por dois anos, ecônomo arquidiocesano.
No campo da formação de novos padres, foi reitor de Teologia no Seminário da Imaculada e diretor de Filosofia no mesmo Seminário.

## Episcopado
Em 18 de novembro de 1989, foi nomeado, pelo Papa João Paulo II, o terceiro Bispo de Limeira, sendo ordenado no dia 4 de fevereiro de 1990, por Dom Gilberto Pereira Lopes, Arcebispo Metropolitano de Campinas, tomando posse em 8 de fevereiro de 1990. Como Bispo de Limeira, conquistou logo a simpatia de todos e deu continuidade aos trabalhos apostólicos e pastorais já existentes, cuidando zelosamente da Diocese. Colaborou na organização e na realização da 7ª a 10ª assembleias diocesanas e da assembleia das comunidades.
No seu governo pastoral da Diocese de Limeira, sempre se preocupou com a formação teológica e pastoral dos agentes leigos e leigas, criando três Escolas Diocesanas: Escola Catequética, para formação de catequistas, em Araras, cujos trabalhos iniciaram-se em de 1993; Escola de Educação Política, também em Araras, com início de funcionamento em fevereiro de 1998; Escola de Teologia para Leigos, que iniciou seus trabalhos, em Limeira, em fevereiro de 1999, conveniada com o Instituto de Teologia da PUC de Campinas quanto aos professores e com a UNICAMP com relação ao prédio onde funciona.
Também apoiou e acompanhou o projeto da Pastoral da Juventude chamado ESCOLICA - Escola de Líderes, Coordenadores e Assessores da Pastoral da Juventude - em 2000, visando a formação daqueles que estão à frente da Pastoral da Juventude na Diocese.
Sempre preocupado com a formação dos seminaristas, para os cursos de Filosofia e Teologia, em 1 de março de 1991, criou, de acordo com as normas do Direito Canônico, o Ano Propedêutico. No dia 15 de setembro de 1994, lançou a pedra fundamental do Centro Vocacional Diocesano, que acolhe os jovens do ensino médio e do Ano Propedêutico, cuja inauguração oficial e bênção litúrgica aconteceu em 12 de setembro de 1996. Criou, também, em 21 de março de 1992, o Serra Clube de Limeira, para apoiar o trabalho vocacional.
Em 15 de setembro de 1994, inaugurou a Cúria Diocesana, planejado por Dom Fernando Legal SDB, e construída durante o seu governo pastoral da Diocese de Limeira.
Desde o início de seu governo pastoral da Diocese de Limeira, buscou intensificar a comunicação e a evangelização na Diocese, tendo apoiado e orientado a criação da Fundação Nossa Senhora das Dores, mantenedora da Rádio Magnificat FM, inaugurada em 8 de dezembro de 1995.
Em 31 de agosto de 1990, para agradecer os 15 anos de caminhada como Igreja Particular de Limeira, realizou uma grande Romaria Diocesana ao Santuário Nacional de Aparecida (SP), onde participaram representantes de toda a Diocese, além de Dom Tarcísio Ariovaldo Amaral CSSR e Dom Fernando Legal SDB. Em 1996, no dia 7 de julho, realizou-se uma grande concentração diocesana no Estádio Municipal "Major José Levy Sobrinho" - Limeirão, em Limeira, para celebrar os 20 anos da Diocese de Limeira. Em outubro de 1996, outra Romaria ao Santuário Nacional de Aparecida.
Em 1999, convocou todas as paróquias e comunidades da Diocese, para, em comunhão com o Papa João Paulo II, fazer a abertura do Ano Santo de 2000, alcançando pleno êxito e revestindo as celebrações de grande esplendor litúrgico.
Comemorou-se, no dia 24 de junho de 2001, os 25 anos da Diocese de Limeira iniciando-se no mesmo dia, o 1º Congresso Eucarístico Diocesano, celebrado no Estádio "Major José Levy Sobrinho", onde se reuniu grande concentração de fieis com a presença de todos os bispos da Província Eclesiástica de Campinas. Encerrou-se, com chave de ouro, no dia 22 de setembro com outra Romaria Diocesana ao Santuário Nacional de Aparecida.
Em 24 de abril de 2002 foi transferido, pelo Papa João Paulo II, para a Diocese de Osasco.
No dia 16 de abril de 2014 tem sua renuncia aceita pelo Papa Francisco, e é nomeado no seu lugar Dom João Bosco Barbosa de Sousa, OFM.

## Morte
Dom Ercílio Turco, bispo emérito da Diocese de Osasco, morreu no dia 30 de outubro de 2019 às 2h35 da madrugada no Hospital da Luz, na Vila Mariana, em São Paulo, onde estava internado desde o dia 19 de outubro. Ele tinha 81 anos e lutava contra um câncer. O velório aconteceu na Catedral Santo Antônio, em Osasco, com missas a cada duas horas. A última Missa Exequial aconteceu no dia 31/10 às 10h, presidida por Dom Odilo Pedro Scherer, arcebispo de São Paulo. Em seguida o corpo do bispo emérito foi sepultado na Cripta da Catedral.

## Homenagem
Em homenagem ao Bispo Emérito de Osasco, o prefeito de Osasco encaminhou projeto de lei à Câmara Municipal para apreciação e votação dos senhores vereadores, propondo alteração na denominação da atual Rua da Saudade, ao lado da Catedral Santo Antônio para Rua Dom Ercílio Turco.